# Анисимово (Бологовський район)
Анисимово (рос. Анисимово) — присілок в Бологовському районі Тверської області Російської Федерації.
Населення становить 106 осіб. Входить до складу муніципального утворення Березайське сільське поселення.

## Історія
Від 2005 року входить до складу муніципального утворення Березайське сільське поселення.

## Населення
| 2010 |
| ---- |
| 106  |